# Фрідріх-Карл Мюллер (1911)
Не плутати з асом денної винищувальної авіації!
Фрідріх-Карл «Носатий» Мюллер (нім. Friedrich-Karl "Nasen" Müller; 4 грудня 1911, Зульцбах — 2 листопада 1987, Карлсруе) — німецький льотчик-ас нічної винищувальної авіації, майор люфтваффе. Кавалер Лицарського хреста Залізного хреста.

## Біографія
Закінчив училище цивільної авіації. З 1937 року працював пілотом на пасажирських літаках Ju.86 та Ju.52 в «Люфтганзі». З початком Другої світової війни призваний в люфтваффе. Учасник Польської кампанії. З лютого 1940 року — інструктор авіаційного училища. 20 квітня 1943 року зарахований в з'єднання нічних винищувачів. Під час свого першого вильоту у складі з'єднання в ніч на 4 липня 1943 року в районі Кельна збив британський «Галіфакс» (першим у з'єднанні). Після створення 300-ї винищувальної ескадри (липень 1943) призначений її офіцером з технічного забезпечення. З кінця листопада 1943 року — командир 1-ї ескадрильї цієї ескадри. До кінця 1943 року на рахунку Мюллера були 19 збитих літаків. З лютого 1944 року — командир 1-ї ескадрильї 1-ї групи нічних винищувачів. 24 травня 1944 року в повітряному просторі Нідерландів збив британський «Москіто» — перший подібний літак, збитий пілотом, що літав на FW.190. В ніч на 24 серпня 1944 року в бою над Берліном збив 3 британські бомбардувальники.
Всього за час бойових дій здійснив 52 бойові вильоти та збив 30 літаків, в тому числі 29 чотиримоторних бомбардувальників.

## Нагороди
- Нагрудний знак пілота
- Залізний хрест 2-го і 1-го класу
- Почесний Кубок Люфтваффе (16 листопада 1943)
- Німецький хрест в золоті (25 листопада 1943)
- Лицарський хрест Залізного хреста (27 липня 1944) — за 22 нічні перемоги.
- Авіаційна планка нічного винищувача в бронзі